# NGC 450
NGC 450 is een balkspiraalstelsel in het sterrenbeeld Walvis. Het hemelobject ligt 64 miljoen lichtjaar (19,7 × 106 parsec) van de Aarde verwijderd en werd op 1 oktober 1785 ontdekt door de Duits-Britse astronoom William Herschel.

## Synoniemen
- GC 254
- IRAS 01129-0107
- H 3.440
- MCG +00-04-062
- PGC 4540
- UGC 806
- ZWG 385.52
- KCPG 27A
- UM 311